# Mimenicodes cohici
Mimenicodes cohici är en skalbaggsart som beskrevs av Pierre Lepesme och Stefan von Breuning 1953. Mimenicodes cohici ingår i släktet Mimenicodes och familjen långhorningar. Inga underarter finns listade i Catalogue of Life.